# El Periòdic d'Andorra
El Periòdic d'Andorra (prononcé əl pəɾiˈɔðiɡ dənˈdorə en catalan) est un quotidien andorran dont le siège se situe à Escaldes-Engordany. 
Édité en format papier et digital, il est fondé le 3 février 1997 comme la filiale andorranne d'El Periódico de Catalunya. En 2015, son espace web recevait environ 250 000 visites mensuelles. 